# ATC kód P
ATC kód P je  oddílem Anatomicko-terapeuticko-chemické klasifikace léčiv.
P. Antiparazitika, insekticidy, repelenty
- P01 - Antiprotozoika
- P02 - Antihelmintika
- P03 - Léčiva proti ektoparazitům včetně skabicidních